# محمد الخزروني
محمد الخزروني (مواليد 18 مارس 1969) هو لاعب كرة قدم جزائري محترف سابق، لعب كلاعب وسط. شارك مع منتخب الجزائر لكرة القدم أربع مرات في 1998. يشغل حاليا منصب مدير نادي مولودية الجزائر.